# Break Machine
Break Machine fue un grupo de música rap/hip hop estadounidense, liderado por el músico Keith Rodgers y los productores Jacques Morali y Henri Belolo (el equipo responsable del exitoso grupo Village People). Rodgers también se asoció con el músico Fred Zarr y el trío de breakdance de Nueva York Lindsay Blake, Lindell Blake y Cortez Jordan, lo que resultó en la canción "Street Dance", que fue su mayor éxito en 1984.

## Carrera
Keith Rodgers fue un músico y presentador de un programa de radio de rap llamado "Bon Rock Live" en la estación neoyorquina WHBI 105.9.
En 1981, grabó un sencillo "Searching Rap" bajo el nombre de Bon Rock & The Rhythem Rebellion y en 1982 "Junior Wants to play" como Bon Rock & Cotton Candy. El éxito de esos discos llevó a un acuerdo con el sello Cant Stop Productions, de Morali y Belolo, productores franceses que trabajaban con Village People y estaban buscando nuevos estilos después del declive de la música disco. 
En 1983, junto con Fred Zarr, lanzaron "Street Dance", que fue un éxito internacional y uno de los primeros avances comerciales para el hip hop. Alcanzó el puesto número 3 en la UK Singles Chart del Reino Unido en marzo de 1984. Alcanzó el número 1 en Suecia y España. En Alemania llegó al número 12 en mayo de 1984. Alcanzó el puesto número 11 en Italia. "Street Dance" tuvo su mejor desempeño en las listas de Noruega, donde fue número 1 durante cinco semanas. En Francia, la canción alcanzó el número 1 durante dos semanas, vendiendo más de un millón de copias y convirtiéndose según una lista de Top France, en el quinto sencillo más vendido de 1984.
Los sencillos posteriores "Break Dance Party" y "Are You Ready?" alcanzaron el número 9 y el número 27 respectivamente en Reino Unido. Su álbum, Break Machine, llegó al número 17 en la lista UK Albums Chart del Reino Unido. 

## Discografía

### Álbumes
| Año  | Álbum         | Sello discográfico   | UK |
| ---- | ------------- | -------------------- | -- |
| 1984 | Break Machine | Record Shack Records | 17 |

### Sencillos
| Año                                                     | Título                  | Máxima posición en listas | Máxima posición en listas | Máxima posición en listas | Máxima posición en listas | Máxima posición en listas | Máxima posición en listas | Máxima posición en listas | Máxima posición en listas | Máxima posición en listas | Máxima posición en listas | Máxima posición en listas | Máxima posición en listas | Máxima posición en listas | Máxima posición en listas | Máxima posición en listas |
| Año                                                     | Título                  | ALE                       | AUS                       | AUT                       | BEL                       | DIN                       | ESP                       | FIN                       | FRA                       | IRL                       | NL                        | NOR                       | SUE                       | SUI                       | UK                        | US                        |
| ------------------------------------------------------- | ----------------------- | ------------------------- | ------------------------- | ------------------------- | ------------------------- | ------------------------- | ------------------------- | ------------------------- | ------------------------- | ------------------------- | ------------------------- | ------------------------- | ------------------------- | ------------------------- | ------------------------- | ------------------------- |
| 1983                                                    | "Street Dance"          | 12                        | 21                        | 17                        | 7                         | 3                         | 1                         | 6                         | 1                         | 11                        | 7                         | 1                         | 1                         | 7                         | 3                         | 6                         |
| 1984                                                    | "Break Dance Party"     | ―                         | 73                        | ―                         | 29                        | 4                         | ―                         | 11                        | 52                        | 13                        | ―                         | 3                         | 6                         | ―                         | 9                         | ―                         |
| 1984                                                    | "Are You Ready?"        | ―                         | —                         | ―                         | ―                         | ―                         | ―                         | ―                         | ―                         | ―                         | ―                         | ―                         | ―                         | ―                         | 27                        | ―                         |
| 1988                                                    | "Tomorrow"              | ―                         | ―                         | ―                         | ―                         | ―                         | ―                         | ―                         | ―                         | ―                         | ―                         | ―                         | ―                         | ―                         | ―                         | ―                         |
| 1993                                                    | "Now I Want You Back"   | ―                         | —                         | ―                         | ―                         | ―                         | ―                         | ―                         | ―                         | ―                         | ―                         | ―                         | ―                         | ―                         | ―                         | ―                         |
| 1998                                                    | "Sounds to Me"          | ―                         | —                         | ―                         | ―                         | ―                         | ―                         | ―                         | ―                         | ―                         | ―                         | ―                         | ―                         | ―                         | ―                         | ―                         |
| 2006                                                    | "A New Beginning"       | ―                         | —                         | ―                         | ―                         | ―                         | ―                         | ―                         | ―                         | ―                         | ―                         | ―                         | ―                         | ―                         | ―                         | ―                         |
| 2008                                                    | "I Want to Thank You"   | ―                         | ―                         | ―                         | ―                         | ―                         | ―                         | ―                         | ―                         | ―                         | ―                         | ―                         | ―                         | ―                         | ―                         | ―                         |
| 2011                                                    | "Young Love"            | ―                         | ―                         | ―                         | ―                         | ―                         | ―                         | ―                         | ―                         | ―                         | ―                         | ―                         | ―                         | ―                         | ―                         | ―                         |
| 2011                                                    | "I'll Be Standing Here" | ―                         | ―                         | ―                         | ―                         | ―                         | ―                         | ―                         | ―                         | ―                         | ―                         | ―                         | ―                         | ―                         | ―                         | ―                         |
| 2013                                                    | "Realize"               | ―                         | —                         | ―                         | ―                         | ―                         | ―                         | ―                         | ―                         | ―                         | ―                         | ―                         | ―                         | ―                         | ―                         | ―                         |
| "—" denota lanzamientos que no figuraron en las listas. |                         |                           |                           |                           |                           |                           |                           |                           |                           |                           |                           |                           |                           |                           |                           |                           |